# Greenwoodoconcha tomi
Greenwoodoconcha tomi är en snäckart som beskrevs av Preston 1913. Greenwoodoconcha tomi ingår i släktet Greenwoodoconcha och familjen Helicarionidae. Inga underarter finns listade i Catalogue of Life.